# Alena caudata
Alena caudata är en halssländeart som först beskrevs av Navás 1914.  Alena caudata ingår i släktet Alena och familjen ormhalssländor. Inga underarter finns listade i Catalogue of Life.